# 6307 Maiztegui
6307 Maiztegui è un asteroide della fascia principale. Scoperto nel 1989, presenta un'orbita caratterizzata da un semiasse maggiore pari a 2,5811312 UA e da un'eccentricità di 0,1190813, inclinata di 15,60768° rispetto all'eclittica.
L'asteroide è dedicato a Alberto Maiztegui, popolare divulgatore scientifico nei paesi dell'America Latina di lingua spagnola.